# Saint-Hippolyte-du-Fort
Saint-Hippolyte-du-Fort is een gemeente in het Franse departement Gard (regio Occitanie). De plaats maakt deel uit van het arrondissement Le Vigan. Saint-Hippolyte-du-Fort telde op 1 januari 2022 3.739 inwoners.

## Geschiedenis
De plaats ontstond in de middeleeuwen als Saint-Hippolyte-de-Roquefourcade. Er werd aan graanteelt en wijnbouw gedaan en bovendien lag de plaats aan belangrijke handelswegen.
In 1688 werd onder leiding van Nicolas de Lamoignon de Basville, de intendant van de Languedoc, de koninklijke weg tussen Montpellier en Nîmes aangelegd die door Saint-Hippolyte liep. Er kwam ook een koninklijke weg naar Le Vigan. Deze bredere wegen vervingen eerdere muilezelpaden en lieten troepenbewegingen in de Cevennen toe. Zo kon deze streek met zijn veel ondergedoken protestanten beter beheerst worden. Net als in Nîmes en in Alès kwam er in Saint-Hippolyte bovendien een fort om de bevolking beter te kunnen controleren. In het fort van Saint-Hippolyte kon een garnizoen van 300 man worden gelegerd. Verder kreeg de plaats ook een stadsmuur met daarin vijf poorten. Later werd de plaats naar dit fort genoemd.
In de 17e eeuw kwamen er wolnijverheid en leerlooierijen in Saint-Hippolyte die gebruikt maakten van watermolens. In de 18e eeuw kwamen er ateliers bij waar zijden stoffen en bonnetterie werden gemaakt.
Tussen 1870 en 1934 was er een militaire school in de gemeente. In de tweede helft van de 20e eeuw was de firma Jallatte, producent van veiligheidsschoenen, de belangrijkste werkgever van de gemeente.

## Geografie
De gemeente ligt aan de rand van de Cevennen. De Argentesse vloeit er in de Vidourle. De oppervlakte van Saint-Hippolyte-du-Fort bedroeg op 1 januari 2022 29,38 vierkante kilometer; de bevolkingsdichtheid was toen 127,3 inwoners per km².

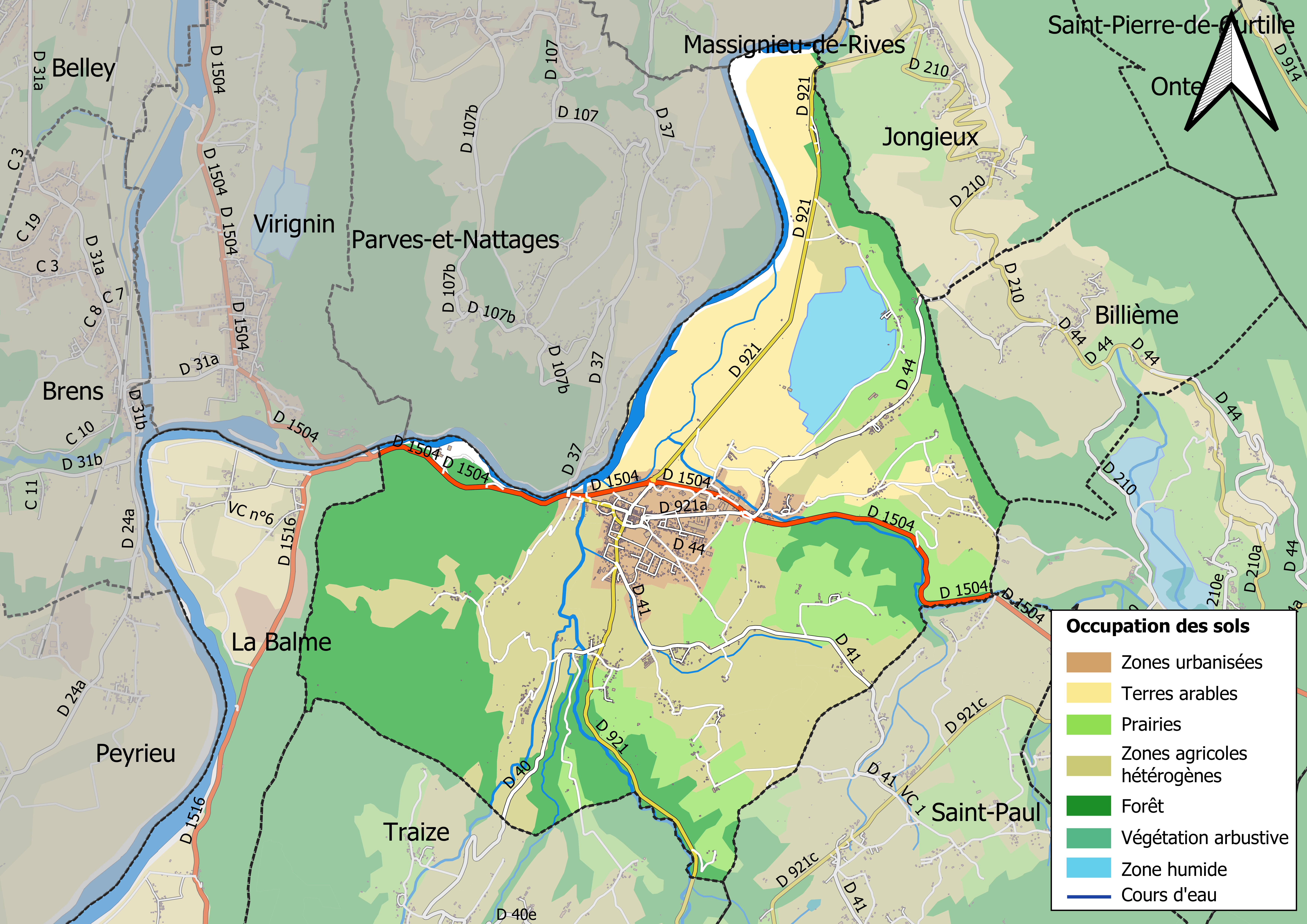
Kaart van de gemeente met belangrijkste infrastructuur, bodemgebruik en omliggende gemeenten

## Demografie
Onderstaande figuur toont het verloop van het inwonertal (bron: INSEE-tellingen).

## Afbeeldingen

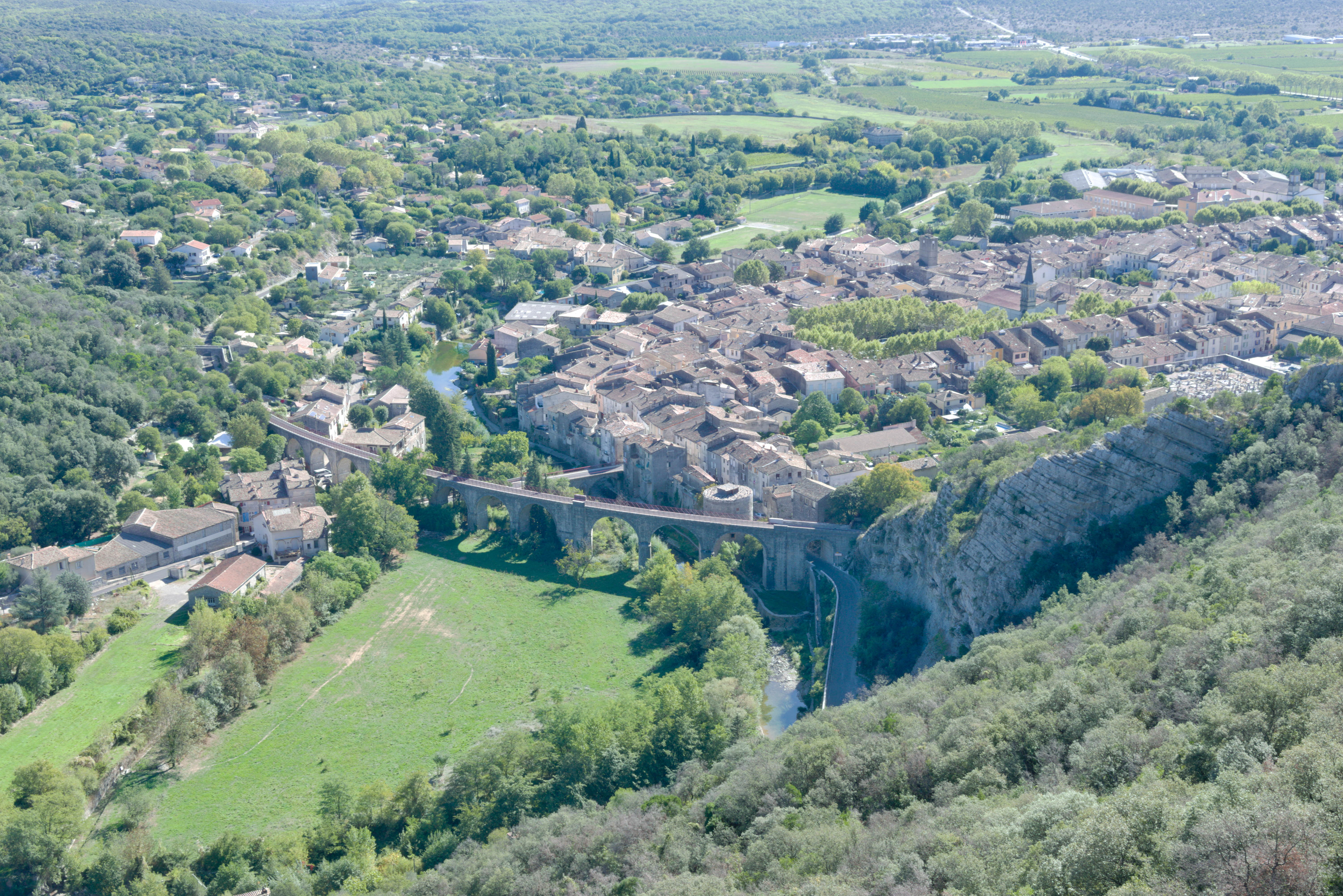
Saint-Hippolyte-du-Fort vanuit de lucht, gezien vanuit het noord-westen
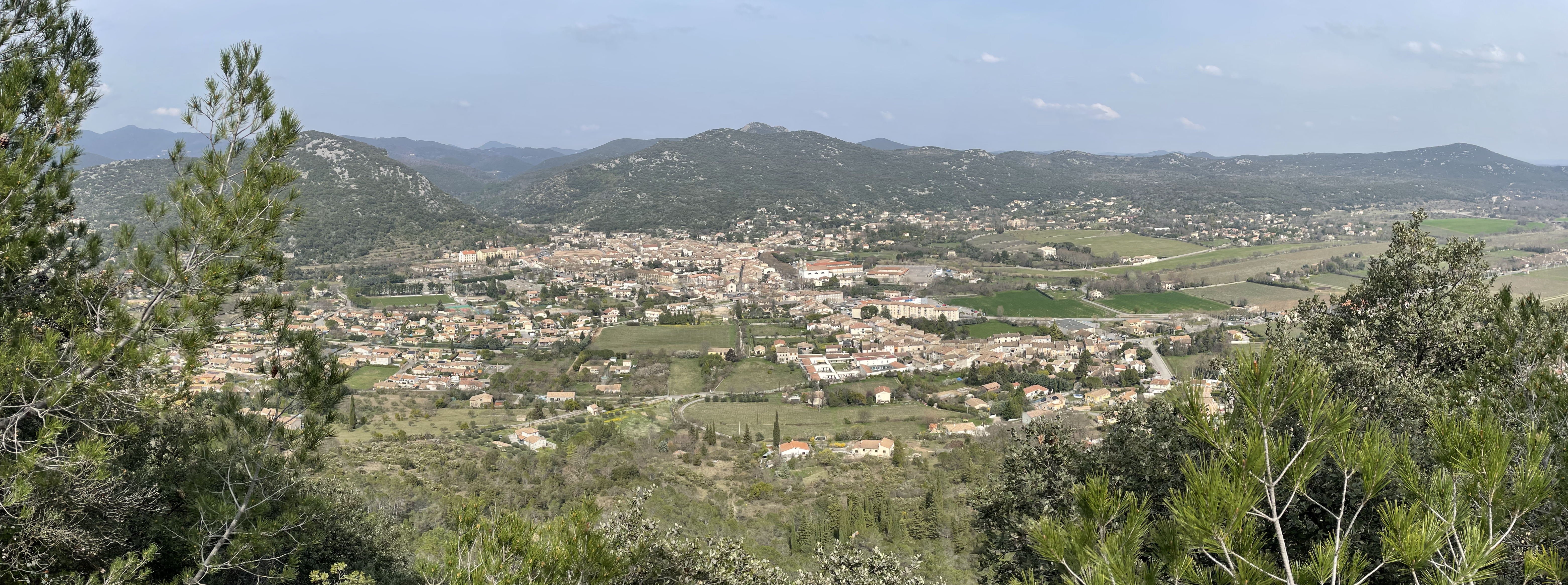
Saint-Hippolyte-du-Fort vanaf de Puche de Mar (gezien vanuit het zuid-westen)
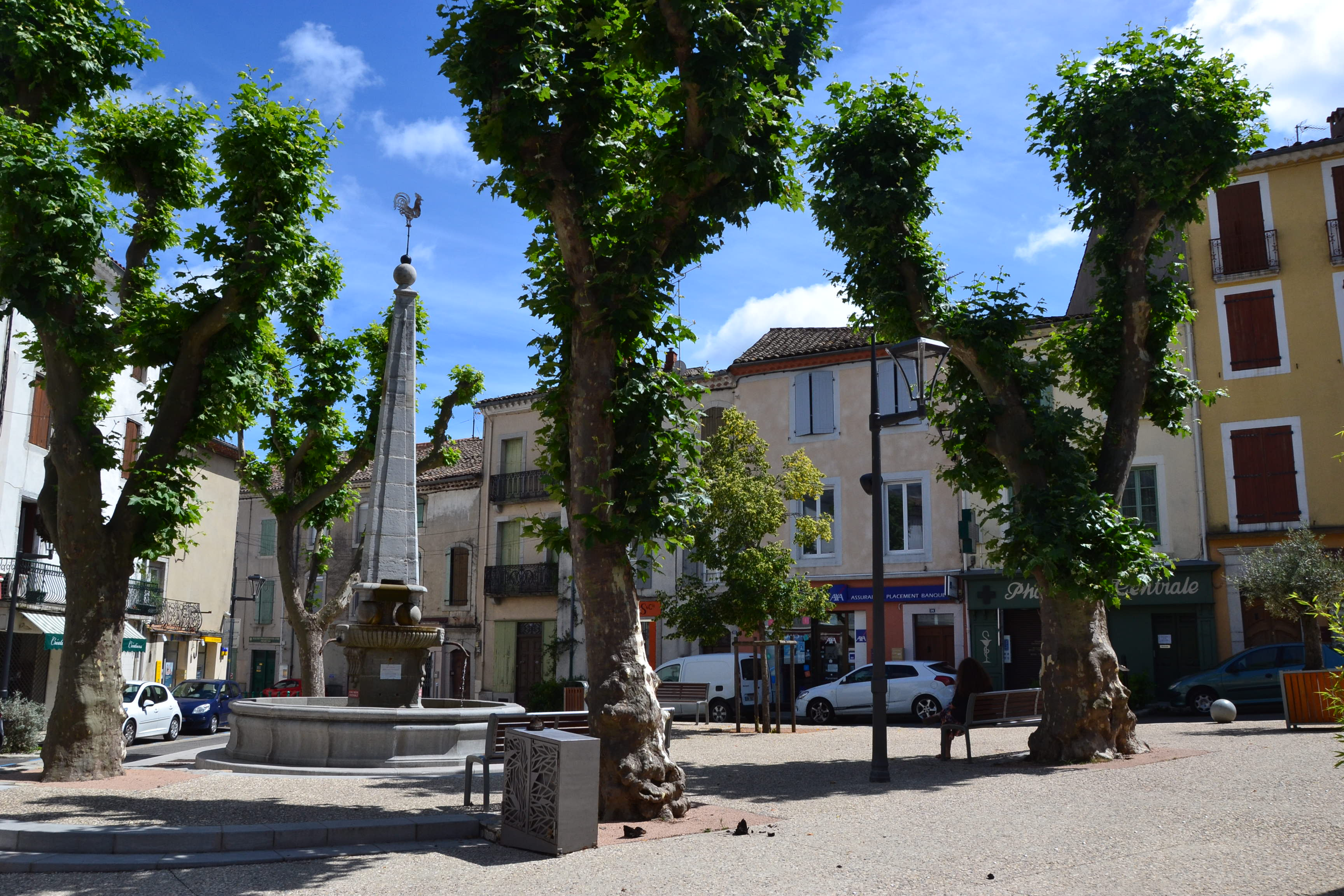
De Place de la Canourgue
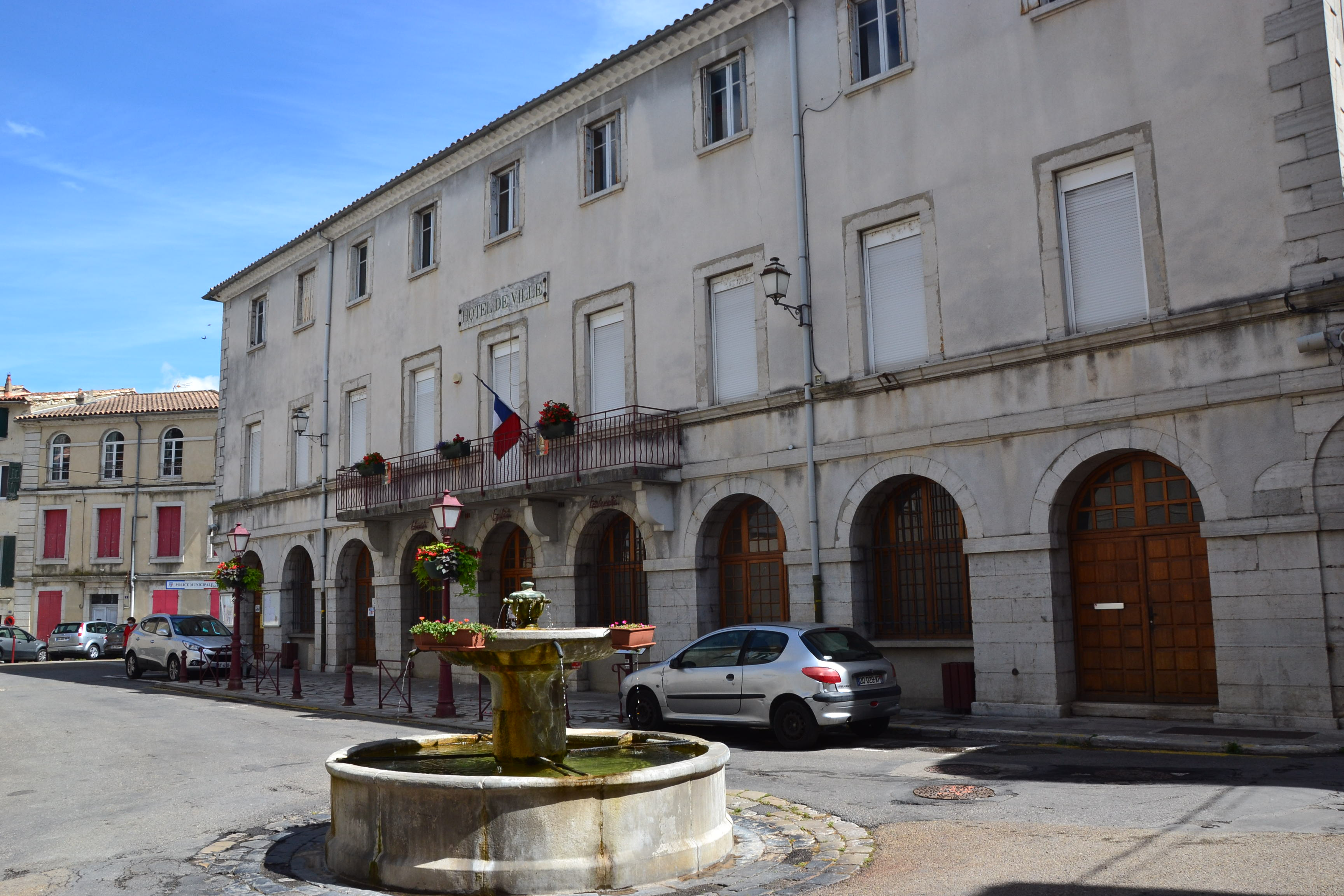
Gemeentehuis